# 암흑가의 분노
암흑가의 분노(Forced Vengeance)는 미국에서 제작된 제임스 파르고 감독의 1982년 액션, 모험 영화이다. 척 노리스 등이 주연으로 출연하였다.

## 출연

### 주연
- 척 노리스
- 메리 루이즈 웰러
- 봅 마이너

### 조연
- 로저 버스톡
- 하워드 케인
- 마이클 카바노

## 제작진
- 미술: 조지 B. 챈